# Kanton Lorient-Nord
Kanton Lorient-Nord (francouzsky Canton de Lorient-Nord) je francouzský kanton v departementu Morbihan v regionu Bretaň. Tvoří ho pouze severní část města Lorient.